# San Martín Itunyoso
San Martín Itunyoso es una localidad del estado mexicano de Oaxaca. Es cabecera del municipio de San Martín Itunyoso.

## Demografía
| Censo | Población |
| ----- | --------- |
| 1900  | 812       |
| 1910  | 525       |
| 1921  | 452       |
| 1930  | 581       |
| 1940  | 665       |
| 1950  | 804       |
| 1960  | 761       |
| 1970  | 863       |
| 1980  | 1195      |
| 1990  | 630       |
| 1995  | 1242      |
| 2000  | 1442      |
| 2005  | 1345      |
| 2010  | 1276      |
| 2020  | 1404      |